# Macrostylophora jingdongensis
Macrostylophora jingdongensis är en loppart som beskrevs av Li Kuei-chen 1996. Macrostylophora jingdongensis ingår i släktet Macrostylophora och familjen fågelloppor. Inga underarter finns listade i Catalogue of Life.